# اندیس لفت آباد۱
لفت آباد۱ یک اندیس فلزی است که در حوالی شهر سر بیشه استان خراسان قرار دارد و مادهٔ معدنی موجود در آن، مس است.سنگ میزبان این اندیس آهک است و دیرینگی آن به دوران ژوراسیک می‌رسد. در این اندیس، پاراژنز‌های پیریت یافت می‌شوند.